# Szentmiklósi Tamás
Szentmiklósi Tamás (Budapest, 1953. július 10. –) író, műfordító, tanár.

## Családja
Apja Dr. Szentmiklósi Pál (1920–1980) gyógyszerész, elméleti rákkutató; édesanyja Kossányi Éva (1921–2014) gyors- és gépírás tanárnő. Gyermekei Eszter (1975), Zsófia (1985) és Dániel (1998).

## Élete
Az Eötvös József Gimnáziumban érettségizett 1971-ben. Érettségi után segédmunkás, konyhai kisegítő, könyvesbolti eladó, majd 1973-tól 1975-ig a Pénzügyi és Számviteli Főiskola külkereskedelmi szakának hallgatója volt. Egy évig angol szakos az ELTE Bölcsészettudományi Karán, aztán ugyanott a fordító- és tolmácsképzőn szerzett végzettséget.
A Magyar Távirati Iroda külföldi sajtószolgálatánál helyezkedett el 1979-ben, itt dolgozott 1989-ig, közben párhuzamosan különböző nyelviskolákban tanár, illetve az OFFI (Országos Fordító és Fordításhitelesítő Iroda) munkatársa volt. 1989 és 1991 között a Veres Pálné Gimnáziumban, majd 1991-től a Novus Gimnáziumban angoltanár.
Műfordítóként angolból fordít szépirodalmi és társadalomtudományi műveket; ezalól kivétel Willy Brandt németből átültetett kötete (Szervezett őrület). A Kossuth Kiadó felkérésére 1988-ban lefordította Zbigniew Brzezinskitől A kommunizmus nagy bukása c. könyvet, a munka azonban végül nem jelent meg. Magyar származású szerzők angolul írt műveit is fordítja, Kolnai Aurél, Mannheim Károly, Róheim Géza tanulmányait ültette át magyarra.
Saját műveiben Szentmiklósi a karcolat és a memoár műfajának vegyítésével, néhol szociológiai igényű korrajzokban ábrázolja az elmúlt évtizedek magyar viszonyait. Írásaiból klubokban és kocsmákban (mely utóbbiak köteteinek visszatérő helyszínei) tartanak felolvasói esteket.
2007-től közel két éven át irodalmi és művészeti estek szervezője volt a Toldi Moziban. A Napút Online és az Arnolfini Kantin folyóiratok állandó szerzője.

## Művei

### Írásai
- Porfelhő (Quóta Bt., 2008, ISBN 9789630643436)
- Füstvirágok – Egy disszidens kocsmatöltelék töredelmes vallomásai (Quóta Bt., 2009, ISBN 9789630665216)
- Korhatár nélkül (Quóta Bt., 2011, ISBN 9789638835413)
- Üzenőfalatok (Ganésha Szolgáltató Bt., 2012, ISBN 9789638835420)
- Ki nevet a végén? (Ganésha Szolgáltató Bt., 2013, ISBN 978-963-08-6269-1)
- Jöttem, láttam... (aztán nem győztem csodálkozni) (Ganésha Szolgáltató Bt., 2014, ISBN 9789630885935)
- A többit találd ki! (Ganésha Szolgáltató Bt., 2014, ISBN 9789631207705)
- Tibikönyv, avagy Minden a lélek! (Hegyi Zoltán Imrével, Jakab Istvánnal és Kállay Kotász Zoltánnal közösen, Műpártolók Egyesülete, 2014, ISBN 9789631213799)
- Felemás – Hány óra van? (Ganésha Bt., 2016, ISBN 9786158039208)
- Felemás – Ököl és szó (Ganésha Bt., 2016, ISBN 9786158039208)
- Vagy (Quóta Bt., 2016, ISBN 9789638835437)
- Kiöltöm a nyelvem (Quóta Bt., 2017, ISBN 9789638835444)
- Snóblizni muszáj (Quóta Bt., 2017, ISBN 9789638835451)
- Apu (Quóta Bt., 2018, ISBN 9789638835468)
- Egy krónikás dörmögései (Quóta Bt., 2019, ISBN 9789638835475)
- Csoda minden áldott reggel (Quóta Bt., 2019, ISBN 9789638835482)
- Faltól falig (Karanténkönyv) (Dr. Kotász Könyvkiadó, Piliscsaba, 2021, ISBN 9786158171618)
- Aki nem lép egyszerre... (Dr. Kotász Könyvkiadó, Piliscsaba, 2022, ISBN 9786158171656)
- Szamár a hegyen – Sírjak vagy nevessek? (Dr. Kotász Könyvkiadó, Piliscsaba, 2022, ISBN 9786158214827)
- Privátlexikon – Hires emberek, magánügyek (Dr. Kotász Könyvkiadó, Piliscsaba, 2023, ISBN 9786158214865)
- Csakaminincs (Dr. Kotász Könyvkiadó, Piliscsaba, 2024, ISBN 9786158232562)
- És te hogy vagy? (Dr. Kotász Könyvkiadó, Piliscsaba, 2024, ISBN 9786158255820)
- Mindenki másképp van – Nagyon privát lexikon (Dr. Kotász Könyvkiadó, Piliscsaba, 2025, ISBN 9786158268325)

### Hangoskönyvek
- Apu (szerk.: R.-Huszák Zsombor, felolvas: Szentmiklósi Tamás és Horváth Kristóf "Színész Bob", 2024)

### Műfordításai
- Mitch Albom: Még egy nap (Könyvfakasztó Kiadó, 2006)
- Randolph L. Braham: A népirtás politikája – A Holokauszt Magyarországon (Új Mandátum Könyvkiadó, 2003)
- Willy Brandt: Szervezett őrület (Kossuth, 1987)
- Arthur Conan Doyle: Az elveszett világ (Ciceró, 1996)
- James Herriot: Minden élő az ég alatt (Aqua Kiadó, 1995)
- A homoszexualitásról (vál., szerk. Tóth László, ford. Szentmiklósi Tamás, ELTE Szociológiai Intézet Szociálpolitikai Tanszék Hilscher Rezső Szopciálpolitikai Egyesület, T-Twins, 1994)
- Michael Oakeshott: Politikai racionalizmus (Kállai Tiborral közösen, Új Mandátum Könyvkiadó, 2001)
- Beatrix Potter: Nyúl Péter és barátai (Eri Könyvkiadó, 1997)
- Dodie Smith: Száz meg egy kiskutya (Falukönyv-Ciceró Kiadó, 1995)
- Nira Yuval-Davis: Nem és nemzet (Szabó Valériával közösen, Új Mandátum Könyvkiadó, 2005)

## Online hozzáférhető művei
- Arnolfini Kantin
- Irodalmi Élet
- Napút Online